# Antiatlas
Antiatlas, znan tudi kot Mali Atlas, je gorovje v Maroku, del gorovja Atlas na severozahodu Afrike. Antiatlas se razteza od Atlantskega oceana na jugozahodu proti severovzhodu, do višine Ouarzazate in naprej proti vzhodu do mesta Tafilalt, skupaj približno 500 km. Pogorje na jugu meji na Saharo.
V nekaterih kontekstih se Antiatlas šteje za ločenega od sistema gorovja Atlas, kot nakazuje predpona anti (tj. nasprotno).

## Geografija
Vrhovi Antiatlasa dosegajo povprečno višino 2500–2700 m, nekaj vrhov pa sega še višje. Severno leži planota na 1700–1800 m višine. Na jugu leži Saharsko višavje na približno 700 m. Na vzpetini Ouarzazate je masiv prerezan z dolino Draa, ki se odpira proti jugu. Gorovje je močno razpokano, zlasti v južni smeri.
Območje Antiatlas je tradicionalno berberska regija, naseljena s skupino Chleuh. Je redko poseljeno in v okolici ni večjih mest. Glavno mesto je Tafraoute, ki je bilo opisano kot berbersko srce Maroka. Na nekaterih območjih so jamske poslikave.

### Gorovja
Vzhodni podaljšek Antiatlasa je veriga Džebel Saghro. Džebel Sirva je njegov severni podaljšek, ki se povezuje z delom pogorja Visoki Atlas. Vrh Džebel Sirva, vulkanskega izvora, doseže 3304 m. Džebel Bani je precej nižje območje, ki poteka vzdolž južne strani Antiatlasa.

### Geologija
Temeljna kamnina Afrike (afriška plošča) je nastala v predkambriju in je veliko starejša od gorovja Atlas. Serija Antiatlas se je razvila še kasneje.
Del mikroceline Avalonia, območje Antiatlas, je nastalo v paleozoiku (pred približno 300 milijoni let) kot posledica trkov celin. Severna Amerika, Evropa in Afrika so bile povezane kot del nadceline, Lavrazije in Gondvane, ki sta se medsebojno združili in ustvarili nekdanje Srednje Pangejsko gorovje. Dokazi kažejo, da je bilo Antiatlaško gorovje prvotno oblikovano kot del aleghenske orogeneze, ki je oblikovala tudi Apalače, ki so nastali, ko sta trčili Gondvana (vključno z Afriko) in Lavrazija (Amerika). Obstajajo znaki, da so bile nekoč verige gora, veliko višje od današnje Himalaje.
Nedavno, v obdobju paleogena in neogena (pred 66 milijoni do približno 1,8 milijona let), so se preostale gorske verige, ki danes sestavljajo Atlas, dvignile, ko sta kopenski masi Evrope in Afrike trčili na južnem koncu Iberskega polotoka. Erozija je še naprej zmanjševala območje Antiatlas, tako da je danes manj masivno kot območje Visokega Atlasa na severu.

### Podnebje
V Antiatlasu je značilna letna količina padavin pod 200 mm, medtem ko so podnebne razmere na severnih in zahodnih pobočjih krajevno bolj namočene in kmetijsko ugodne. Podnebno so gore od sredozemskega vpliva ločene z visokim Atlasom na njegovem severu, zato spadajo v saharsko podnebno območje. Najbolj suho območje je Džebel Saghro.

### Rastlinstvo
V najmanj suhih območjih na zahodu in severu je velik del zemlje pokrit s timijanom, rožmarinom in drugimi rastlinami, odpornimi na sušo, kot je vrsta arganije (Sideroxylon spinosum). rastlinstvo ogroža prekomerna paša, na jugu ostaja le malo bodičastega grmičevja. Prehod v puščavo je postopen proti jugu. Tam gojijo maroško citrono (Citrus medica) in jo uporabljajo kot etrog v judovskih ritualih.

## Družbena geografija
Območje Antiatlas je tradicionalno berberska regija, naseljena s skupino Chleuh. Je redko poseljena in v okolici ni večjih mest. Glavno mesto je Tafraoute, ki je bilo opisano kot berbersko srce Maroka. Pogosto so razdalje med eno in drugo vasjo velike, vmes pa ni nobene človeške prisotnosti. Na nekaterih območjih so neolitske jamske poslikave.
Pokrajino Anti-Atlasa zaznamujejo slikovite kazbe (majhni utrjene vasi) na številnih mestih v regiji. V nekdanjih časih je bila kazba pomembna kot zatočišče in skladišče za sorodnike. Blizu teh naselij pokrivajo pokrajino terasasta polja s suhozidi. Vendar pa je vse več hiš izpraznjenih in polja ostanejo neobdelana. Z nadaljnjim preseljevanjem s kopnega propadajo tudi namakalni sistemi, potrebni za kmetijstvo.

## Kultura
Najpomembnejša kulturna znamenitost v Antiatlasu so nedvomno številne kamenodobni petroglifi v dolini Draâ in drugod, ki jih je težko najti brez lokalnega vodnika. Skalni gradovi (agadire) različnih berberskih plemen, večinoma zgrajeni iz majhnih do srednje velikih kamnov in malo zemlje, izvirajo iz precej poznejšega obdobja; poleg tega so turistično zanimivi tradicionalni stanovanjski gradovi (tighremt) na območju okoli Tafraoute (Tazka, Aday, Oumesnat), ki so večinoma zgrajeni iz nabite zemlje, vendar so že močno uničeni ali hitro propadajo. V zadnjih letih so jih nekateri lastniki preuredili v majhne »muzeje« (maisons berbères ali maisons tradicionales). Vredni ogleda sta tudi ksar Tizourgane, ki je na spektakularnem vrhu gore, in sosednji ksar Tioulit. Eden od dveh gradov v Ighermu je dobil prizidek preurejen v muzej zgodovine in kulture Berberov. Na južni strani gora blizu Akke stojijo ruševine almohadoske mošeje z minaretom - izjema v vaseh Antiatlasa, ki včasih niso imele mošej ali minaretov.